# كارولين جونز
كارولين جونز (بالإنجليزية: Carolyn Jones)‏ هي مخرجة أمريكية، ولدت في 1957 في لانكستر في الولايات المتحدة.

## وصلات خارجية
- كارولين جونز على موقع IMDb (الإنجليزية)
- كارولين جونز على موقع قاعدة بيانات الفيلم (الإنجليزية)